# Malédiction de la connaissance
La malédiction de la connaissance (ou malédiction du savoir) est un biais cognitif qui survient lorsqu'une personne, communiquant avec d'autres personnes, suppose inconsciemment que les autres ont les mêmes connaissances pour comprendre. Par exemple, dans une salle de classe, les enseignants peuvent avoir de la difficulté pour enseigner à des novices car ils ne peuvent pas se mettre à la place de l'étudiant. Un brillant professeur ne se souvient plus des difficultés qu'un jeune étudiant rencontre lors de l'apprentissage d'une nouvelle matière. Cette malédiction de la connaissance explique aussi le danger qu'il y a à penser l'apprentissage sur la base de ce qui semble la meilleure approche pour le corps enseignant, par opposition à ce qui a été vérifié auprès des élèves.

## Histoire du concept
La notion de « malédiction de la connaissance » (« curse of knowledge ») a été élaborée par les économistes Colin Camerer, George Loewenstein, et Martin Weber dans le Journal of Political Economy. Le but de leur recherche était la lutte contre la « croyance conventionnelle, dans de telles analyses (économiques) avec asymétrique d'information, en l'idée que des agents mieux informés peuvent anticiper avec précision le jugement d'agents moins informés »,.
Une telle recherche a bénéficié des travaux de Baruch Fischhoff datant de 1975 à propos du biais rétrospectif, un biais cognitif portant sur le fait que la connaissance du résultat d'un événement donne l'impression que celui-ci est davantage prédictible qu'il ne l'est en réalité. Les recherches menées par Fischhoff ont révélé que les participants ne savaient pas que leur connaissance du résultat influençait leurs réponses, et, s'ils le savaient, ils ne parvenaient pas à ignorer ou à vaincre les effets du biais. En effet, les participants à l'étude n'ont pas pu reconstituer précisément leur état d'esprit antérieur moins bien informé, ce qui est directement lié à la notion de malédiction de la connaissance. Selon Fischhoff, cette piètre capacité de reconstitution est due au fait que le participant reste « ancré dans l'état d'esprit rétrospectif généré par la réception de la connaissance »,. Cette réception de la connaissance renvoie à l'idée de la « malédiction » proposée par Camerer, Loewenstein et Weber : une personne dotée d'un certain niveau de connaissance ne peut pas reconstituer avec précision la façon dont une personne dépourvue de cette connaissance – qu'il s'agisse d'une autre personne ou de soi-même à une époque antérieure – peut penser ou agir. Dans son article, Fischhoff interroge l'impossibilité de se trouver en empathie avec soi-même dans un état de moindre information, notant que la manière dont les individus parviennent à reconstituer les perceptions de personnes moins informées est une question cruciale pour les historiens et « toute compréhension humaine ».
Cette recherche a conduit les économistes Camerer, Loewenstein et Weber à se concentrer sur les implications économiques du concept et sur la question de savoir si la malédiction nuit à la répartition des ressources dans un contexte économique. L'idée que les agents les mieux informés puissent subir des pertes dans un échange ou une transaction a été considérée suffisamment importante pour être extrapolée à la sphère de la théorie économique. La plupart des analyses théoriques de situations où l'un des agents avait moins de connaissance que les autres avaient jusque là porté sur la façon dont les agents les moins informés tentaient d'acquérir davantage d'informations pour réduire l'asymétrie de l'information. Cependant, dans ces analyses, on part de l'hypothèse que les agents les mieux informés peuvent exploiter de manière optimale l'asymétrie de l'information, alors qu'en fait ce n'est pas le cas. Les agents ne peuvent pas utiliser leurs informations supplémentaires et de meilleure qualité, même quand cela serait nécessaire, dans une situation de négociation.
Par exemple, deux individus sont en négociation quant à la répartition d'argent ou de provisions. Un des deux peut connaître la taille de la somme à répartir, tandis que l'autre non. Toutefois, afin d'exploiter pleinement son avantage, l'individu le mieux informé devrait faire la même offre, indépendamment de la quantité à répartir. Mais dans les faits, l'individu le mieux informé offrent davantage lorsque le montant à diviser est plus important,. Les agents informés sont incapables d'ignorer leur surcroît d'information, même quand ils le devraient.

## Preuve expérimentale
En 1990, une expérience est menée par une étudiante à l'université Stanford, Elizabeth Newton, afin d'illustrer la malédiction de la connaissance dans les résultats d'une tâche simple. Il est demandé à un groupe de sujets de tapoter des chansons bien connues avec leurs doigts, tandis que les sujets d'un autre groupe essaient de nommer les chansons correspondant à ces mélodies. Quand les « tapoteurs » ont été invités à prévoir combien de chansons seraient reconnues par les auditeurs, ils ont toujours surestimé ce nombre. La malédiction de la connaissance est démontrée ici car les « tapoteurs » sont tellement familiers avec ce qu'ils étaient en train de tapoter qu'ils ont supposé que les auditeurs reconnaîtraient facilement le morceau.
On peut aussi citer, en lien avec ce constat, le phénomène inhérent aux jeux de mimes : l'acteur mimant une situation peut trouver très frustrant de constater que ses coéquipiers échouent à trouver la solution, véhiculée par le mime et connue seulement de l'acteur, alors que celle-ci lui semble évidente.
Une étude réalisée en 2003 par Susan Bouleau et Paul Bloom, impliquant des enfants de trois et quatre ans, s'est référée à la notion de malédiction de la connaissance pour expliquer l'observation que la capacité d'une personne à raisonner à propos des actions d'une autre personne est compromise par la connaissance du résultat d'un événement. La perception qu'avait un participant de la vraisemblance d'un évènement a également influencé l'ampleur du biais. Lorsque l'évènement était peu plausible, l'effet de la malédiction de la connaissance était moindre que lorsqu'il y avait une explication potentielle à la façon dont l'autre personne pouvait agir. Néanmoins, une récente réplication de cette étude, réalisée en 2014, a établi que ce résultat n'était pas reproductible de façon fiable dans le cadre de sept expériences réalisées avec un échantillon de taille importante, et l'ampleur de l'effet était moins de la moitié de ce qui avait été affirmé dans l'étude de 2003. Par conséquent, il a été suggéré que « l'influence de la plausibilité sur la malédiction de la connaissance chez les adultes apparaît comme suffisamment réduite pour que son impact pratique en matière de prise de perspective soit susceptible d'être réévalué ».
En outre, des chercheurs ont lié le biais de la malédiction de la connaissance au raisonnement de fausse croyance chez les enfants et les adultes, ainsi qu'aux difficultés de développement de la théorie de l'esprit chez les enfants.[pas clair]

## Implications
Dans l'article de Camerer, Loewenstein et Weber, il est mentionné que la situation pratique la plus proche des expériences portant sur les marchés est la souscription, une tâche où des experts bien informés établissent les prix de biens vendus à un public moins averti. Ainsi, les banquiers d'investissement s'intéressent à la sécurité des investissements, les fromagers goûtent les fromages, les bijoutiers observent la qualité de fabrication des bijoux, et les propriétaires de cinéma voient les films avant leur projection au public. Ils vont ensuite vendre ces produits à un public moins averti. S'ils sont affectés par la malédiction de la connaissance, les biens de haute qualité seront surévalués et les biens de moindre qualité seront sous-évalués par rapport à des prix optimaux maximisant les profits ; les prix refléteront alors des caractéristiques (par exemple, la qualité) qui ne sont pas observables pour les acheteurs non-informés.
La malédiction de la connaissance a un effet paradoxal dans ces situations. En instillant l'idée, chez les agents les mieux informés, que leur connaissance est partagée par les autres, ce biais contribue à atténuer les pertes d'efficacité générées par l'asymétrie de l'information — le fait qu'un agent mieux informé ait un avantage dans une situation de négociation — produisant des résultats plus proches de ce que produirait une situation où l'information serait équitablement partagée. Dans un tel contexte, la malédiction affectant pourrait en fait améliorer le bien-être social global.

## Applications
Les économistes Camerer, Loewenstein et Weber ont appliqué en premier la malédiction de la connaissance à l'économie, afin d'expliquer pourquoi et comment l'hypothèse que les agents les mieux informés peuvent prévoir avec précision les jugements des agents moins informés n'est pas intrinsèquement vraie. Ils ont également cherché à corroborer le constat que les agents commerciaux qui sont les mieux informés concernant leurs produits peuvent en fait se trouver, lors de la vente de ces produits, dans une situation désavantageuse par rapport à d'autres agents moins bien informés. Tout porte à croire que les agents les mieux informés ne parviennent pas à ignorer la connaissance privilégiée qu'ils possèdent et ils sont par conséquent « maudits », dans l'incapacité de vendre leurs produits à une valeur que des agents plus naïves jugeraient acceptable.
Il a également été suggéré que la malédiction de la connaissance pourrait contribuer à la difficulté de l'enseignement. La malédiction de la connaissance implique qu'il pourrait être potentiellement inefficace, voire nocif, de réfléchir sur la façon dont les étudiants visualisent et apprennent des contenus d'apprentissage en se référant au point de vue de l'enseignant, plutôt qu'à ce qui a été vérifié auprès des étudiants. L'enseignant a déjà la connaissance qu'il ou elle cherche à transmettre, mais la manière dont cette connaissance est présentée n'est peut-être pas la meilleure pour ceux qui ne sont pas déjà familiarisés avec celle-ci.
Ce mécanisme participerait au développement de l'impuissance apprise chez certains élèves, constatant avec désarroi leur incapacité à suivre le raisonnement énoncé par un enseignant qui ne parvient pas à correctement évaluer leurs difficultés, et fausserait ainsi l'évaluation.

## Traductions
1. ↑  « conventional assumptions in such (economic) analyses of asymmetric information in that better-informed agents can accurately anticipate the judgement of less-informed agents »
2. ↑  « Anchored in the hindsightful state of mind created by receipt of knowledge »
3. ↑  « all human understanding»